# Como un relámpago
Pour plus de détails, voir Fiche technique et Distribution.
Como un relámpago est un film espagnol réalisé par Miguel Hermoso, sorti en 1996.

## Synopsis
Pablo est un adolescent aimant le football et la bière. Il vit avec sa mère, une avocate à succès. Il ne connait pas l'identité de son père et cela devient une obsession pour lui.

## Fiche technique
- Titre : Como un relámpago
- Réalisation : Miguel Hermoso
- Scénario : Miguel Hermoso
- Musique[1] : Alfredo Brito, Óscar Gómez et Víctor Reyes
- Photographie : Fernando Arribas
- Montage : Blanca Guillén
- Société de production : Canal+ España, Central de Producciones Audiovisuales, Los Films del Tango et Televisión Española
- Pays :  Espagne
- Genre : Drame
- Durée : 105 minutes
- Dates de sortie : 
  -  Espagne : novembre 1996 (Huelva Latin American Film Festival)

## Distribution
- Santiago Ramos : Rafael
- Assumpta Serna : Sonia
- Eloy Azorín : Pablo
- Héctor Cantolla : Ricardo
- Chema Muñoz : Joaquín
- Carmen Segarra : Herminia

## Distinctions
Le film a a remporté le prix Goya du meilleur acteur pour Santiago Ramos.